# Bird 'n' Roll
Albums de Dionysos
La Mécanique du cœur Vampire en pyjama
Singles
1. Cloudman
Sortie : 23 janvier 2012
2. Bird 'n' Roll
Sortie : 27 février 2012
3. Platini(s)
Sortie : 26 mars 2012
4. June Carter en slim
Sortie : 21 avril 2012

Bird'N'Roll est le septième album studio du groupe de rock français Dionysos sorti le 26 mars 2012. On peut remarquer que l'album a quelques liaisons avec le roman de Mathias Malzieu Métamorphose en bord de ciel. Le premier single Cloudman est sorti le 23 janvier 2012, le clip présente la métamorphose de Tom Cloudman, certes différente mais reliée avec le roman Métamorphose en bord de ciel. Un deuxième extrait de l'album est sorti le 27 février en vinyle (on peut donc le considérer comme single), il s'agit du titre éponyme Bird 'n' Roll. Les deux autres vinyles sont ceux de Platini(s) et June Carter en slim. Le 9 juillet 2012 est publié le clip de June Carter en slim.
Cet album est sorti cinq ans après son prédécesseur studio La Mécanique du cœur. Contrairement au dernier album, Babet a participé activement au sein du groupe. Une série de concerts pour la promotion de l'album est déjà prévue, notamment trois dates à l'Olympia le 9, le 10 et le 11 octobre 2012.
Des nouveaux instruments apparaissent dans ce nouvel album, à la suite de la tournée acoustique de 2009. Ainsi on peut retrouver un stylophone, ou encore des verres musicaux. L'album serait décrit comme un album de rock pour les oiseaux, ce qui soutient la relation avec le roman Métamorphose en bord de ciel. Seulement, contrairement à La Mécanique du cœur, il n'y a que cinq chansons sur douze qui peuvent être directement reliées au livre, ce qui ramène le groupe à la recette Monsters in Love.
Pour accompagner l'album, quatre vinyles sont présentés, les versos de chacun recomposant si on les met ensemble la pochette de l'album (à la façon d'un puzzle). La face B présente sur chaque vinyle une reprise (ces reprises ont déjà été présentées auparavant mais seulement en live). Ainsi les 4 reprises sont Breed de Nirvana, Summertime Blues d'Eddie Cochran, Docteur Jekyll et mister Hyde de Serge Gainsbourg et Man of Constant Sorrow de Dick Burnett.

## Titres de l'album
| No  | Titre                         | Durée |
| --- | ----------------------------- | ----- |
| 1.  | Bird'n'Roll                   | 3.36  |
| 2.  | Cloudman                      | 2.43  |
| 3.  | La Sirène et le Pygmalion     | 4.58  |
| 4.  | June Carter en slim           | 3.08  |
| 5.  | Le Roi en pyjama              | 2.58  |
| 6.  | Dreamoscope                   | 3.19  |
| 7.  | Le Grand Cheval aux yeux gris | 2.57  |
| 8.  | Sex with a Bird               | 2.33  |
| 9.  | Dark Side                     | 4.24  |
| 10. | Platini(s)                    | 3.34  |
| 11. | Le Retour de Jack l'inventeur | 4.23  |
| 12. | Spidergirl Blues              | 3.16  |

## La danse
Pour cet album et notamment pour les futurs concerts, Dionysos a fait appel à une chorégraphe pour inventer des pas de danse se basant sur les battements d'ailes d'un oiseau. Ainsi le concept de l'album est dédié à cette nouvelle danse, d'ailleurs le clip de Cloudman montre plus ou moins comment danser le Bird 'n' Roll. Le clip montre aussi un contexte de concours déjà évoqué par le groupe. Un véritable concours semblerait donc probable. En dehors de cette danse, des choristes surnommées les « bird 'n' rolleuses » devraient accompagner le groupe pour différents évènements. Durant les concerts, Dionysos invitera certainement les gens à danser le Bird 'n' Roll. D'après Mathias Malzieu, la danse est censée de libérer un taux d'endorphine suffisant pour oublier les problèmes auxquels nous faisons face, notamment la crise.
Le style des extraits Cloudman et Bird 'n' Roll se rapproche de celui des années 1950 avec notamment des approches au rockabilly. On peut donc constater que la musique rythmée est faite pour la danse, les instruments principaux dominants sur les deux chansons étant une batterie, une guitare électrique, une basse et un synthétiseur aux sonorités rappelant L'Homme sans trucage mais plus saturées.
Une semaine avant la sortie de l'album, des vidéos sont présentées afin d'apprendre à danser le Bird 'n' Roll. Parmi les pas de danses, Metamorphosis qui consiste à transformer un humain en oiseau : la fin représente en effet un oiseau qui s'envole. On pourra aussi retrouver Tom's Flight, toujours en hommage à la métamorphose de Tom Cloudman, qui consiste à battre des ailes. Un troisième pas se nomme Bird of Prey et pour finir un quatrième pas vient clore l'apprentissage de la danse : Platini Swing. Un personnage nommé « Birdy » est au centre de ces vidéos. Elle est assistée par Babet. Il faut noter que ce personnage est joué par Johanna Hilaire, la chorégraphe ayant imaginé les pas du Bird 'n' Roll.
Le clip de June Carter en Slim présente des vidéos personnelles du groupe, en live ou autres, ainsi que des vidéos envoyées par des fans. On y retrouve les pas du Bird'n'roll et le phénomène de cette danse.
Cependant, Dionysos a tenté d'expliquer l'invention du Bird 'n' Roll dans son univers ; ainsi dans Le Retour de Jack l'inventeur, on apprend que c'est un certain Jack qui aurait inventé cette danse pour soigner la mélancolie des amours perdus. On peut imaginer même si ce n'est pas dit explicitement et en vue du terme « retour » que ce Jack n'est autre que Giant Jack, le même personnage qui apparaît dans tous les romans de Mathias Malzieu et dans les deux précédents albums de Dionysos.
La danse serait aussi une « danse-médicament », en effet, Mathias évoque son test en laboratoire et son incroyable effet pour oublier les problèmes : il envisagerait avec le groupe de le vendre en pharmacie pour être ensuite remboursé par la sécurité sociale. Au-delà du fait que cela puisse paraître comique et ironique, cela montre que le concept de l'album se veut de répandre une certaine légèreté en ces temps de crise comme un véritable remède.

## Les paroles
Si la musique est dansante et entraînante, il faut tout de même nuancer le propos sur l'album : il n'est pas entièrement joyeux. En effet, les paroles sont parfois sombres et mélancoliques évoquant souvent la rupture amoureuse (Le Roi en pyjama, La Sirène et le Pygmalion, Le Retour de Jack l'inventeur ou Dark Side) ainsi que des dilemmes de la vie courante (Spidergirl Blues raconte en effet une histoire sur le fait qu'il faut s'aider soi même avant d'aider les autres) On peut donc constater que l'album dansant et joyeux ne l'est que sur la forme ; sur le fond, il évoque une certaine tristesse allant même parfois jusqu'à évoquer la mort (Le Grand Cheval aux yeux gris).

## Classements
| Classement / pays (2012)    | Meilleure position |
| --------------------------- | ------------------ |
| Belgique - Ultratop 50      | 15                 |
| France - SNEP               | 9                  |
| Suisse - Swiss Albums Chart | 84                 |

Le premier classement de l'album l'a amené à la 9e place en vente d'album physique et à la 12e place en téléchargement en France.

## La tournée
Dionysos a commencé sa tournée le jour de la sortie de l'album, le 26 mars 2012 au Trianon à Paris, pour présenter en avant première les titres en live, concert qui a aussi été rediffusé sur internet. Par ailleurs, Dionysos ne se désintéresse pas des anciens albums et des anciens titres sont joués à l'occasion des concerts (on retrouve même des chansons datant d'Happening Songs). Le groupe donnera aussi un concert événementiel à New York en juin prochain et a lancé, pour l'occasion, un concours visant à emmener un fan avec eux. Le groupe prévoit de faire principalement des festivals durant l'été 2012 puis, à partir de l'automne, il commencera une tournée dans les salles pour défendre le nouvel album. Cette deuxième série de concerts pour salles aura la particularité d'avoir un plus grand décor. Le groupe est accompagné pour cette tournée par des choristes présentes pour certaines dates, les « bird 'n' rolleuses » dont fait partie Babet mais avec un rôle plus prépondérant. Elle se trouve au devant de la scène tandis que trois choristes de rouge vêtues n'apparaissent que pour quelques chansons : Guillemette Foucard, Lise Chemla et Johanna Hilaire. Aux côtés des choristes, Olivier Daviaud participe aussi aux chœurs.
À l'instar de Coccinelle 2 et Giant Jack, c'est la chanson Wet qui a le rôle de la chanson en version longue permettant à Mathias de faire un stage diving en fin de concert.
Un élément du décor ou du moins la mascotte du groupe pour la tournée sera la tête d'oiseau de Tom Cloudman visible avec l'ensemble du costume dans le clip de Cloudman. On peut en déduire que le personnage du roman Métamorphose en bord de ciel aura une place importante dans l'album et la tournée. Ainsi on peut le ranger parmi les personnages inventés par Mathias Malzieu visibles dans le monde de Dionysos comme Giant Jack ou Miss Acacia. 
La musique d'entrée des musiciens sur scène est La Marche impériale issue de l'œuvre Star Wars, sans doute un clin d'œil à leur succès Song for Jedi.
Le personnage de Birdy Jo, Johanna Hilaire, est mis en avant pour la chanson Cloudman : en effet, elle danse au devant de la scène lors de cette chanson étant « la reine du Bird'n'roll » (on apprend d'ailleurs que c'est grâce à elle que le Bird 'n' Roll existe). Quand les choristes sont absentes, le groupe invite des gens du public à danser sur scène avec eux le temps de la chanson. C'est lors des festivals d'été que le groupe décidera de mêler les deux: faire danser les choristes et le public sur scène.
En automne 2012, le groupe joue un nouveau spectacle, les chansons de Bird 'n' Roll sont plus exploitées et d'anciennes chansons sont rejouées, mais cela implique la disparition de certaines chansons initialement prévues dans la set-list comme Don Diego 2000, La Métamorphose de mister chat ou encore Sex with a Bird. À la place sont jouées des chansons comme Dreamoscope ou Le Grand Cheval aux yeux gris. Dans la lignée des concerts acoustiques de 2009, Miss Acacia et Le Jour le plus froid du monde sont des morceaux plus calmes, joués avec des instruments acoustiques. Le groupe rejoue aussi Coccinelle, depuis un accident en début de tournée et une improvisation de la chanson. Elle aura connu plusieurs versions durant cette même tournée. On peut remarquer que Le Roi en pyjama n'aura connu que très peu d'interprétations tandis que La Sirène et le Pygmalion et Le Retour de Jack l'inventeur n'auront pas du tout été jouées pendant cette tournée. La tournée se termine en décembre 2012.

## Musiciens et instruments

### Principaux musiciens
- Mathias Malzieu : chant, ukulélé, guitare folk, harmonica
- Michaël Ponton : guitare, percussions, chœurs
- Éric Serra-Tosio : batterie, percussions, sifflet, chœurs
- Stéphan Bertholio : claviers, banjo, scie musicale, glockenspiel, lapsteel, guitare, chœurs, boîte à musique, mélodica
- Guillaume Garidel : basse, contrebasse, verres musicaux, Moog, chœurs, mellotron
- Élisabet Maistre : chant, violon, stylophone, chœurs, clochettes, rires

### Musiciens additionnels
- Olivier Daviaud : piano, sifflets, chœurs
- Lise Chemla : chœurs, rires, cris
- Guillemette Foucard : chœurs, rires, cris
- Johanna Hilaire : chœurs, rires, cris

## Détail instrumental des chansons
- Bird 'n' Roll : chant (Mathias et Babet), guitare, batterie, claviers, boîte à musique, basse, clochettes, sifflets, chœurs
- Cloudman : chant (Mathias), guitare, batterie, sifflet, claviers, basse, chœurs
- La Sirène et le Pygmalion : chant (Mathias et Babet), ukulélé, guitare, batterie, basse, mellotron, violon, clavier, chœurs
- June Carter en slim : chant (Mathias), guitare folk, guitare, batterie, piano, basse, chœurs
- Le Roi en pyjama : chant (Mathias), ukulélé, percussions, banjo, mellotron, piano, sifflets, clavier, chœurs (masculins uniquement)
- Dreamoscope : chant (Mathias), guitare folk, guitare, batterie, claviers, Moog, stylophone, violon, chœurs
- Le Grand Cheval aux yeux gris : chant (Mathias et Babet), guitare, glockenspiel, batterie, castagnettes, piano, sifflet, chœurs
- Sex with a Bird : chant (Mathias et Babet), ukulélé, guitare, clavier, batterie, cloches tubulaires, banjo, scie musicale, contrebasse, violon
- Dark Side : chant (Mathias), guitare, batterie, claviers, contrebasse, verres musicaux, piano, sifflets, chœurs
- Platini(s) : chant (Mathias), guitare folk, harmonica, guitare, batterie, sifflets, mélodica, claviers, contrebasse, basse, cris, chœurs
- Le Retour de Jack l'inventeur : chant (Mathias), guitares, batterie, clavier, contrebasse, violon, sifflets, chœurs
- Spidergirl Blues : chant (Mathias), guitare folk

## Anecdotes
- On pourrait se demander qui est Mathias Malzieu dans l'univers de Dionysos ? Dans l'album de La Mécanique du cœur, il incarne Little Jack et dans cet album et surtout dans le clip, il incarne Tom Cloudman. Ce qui signifie que Mathias Malzieu tient plusieurs rôles de personnages dans les différents albums. On peut aussi noter qu'il incarne Philéas Smog dans Longboard Blues présent dans Western sous la neige, John McEnroe dans la chanson Mc Enroe's Poetry du même album, Garfield dans la chanson Screamin' Like an Egg présente sur Happening Songs ou encore L'Homme qui pondait des œufs et Mister Chat de la chanson La Métamorphose de mister Chat sur Monsters in Love.
- Les paroles de Cloudman sont très inspirées du début de roman Métamorphose en bord de ciel de Mathias Malzieu. D'ailleurs dans le clip, tous ceux qui dansent ou jouent de la musique portent un masque, ce même masque qui est porté par Tom Cloudman dans le roman durant ses spectacles.
- La chanson Le Grand Cheval aux yeux gris a été écrite pour Alain Bashung. Ce dernier aurait été intéressé par cette chanson lors de son écriture, mais vu que la musique a été écrite assez tard dans la vie d'Alain Bashung, le chanteur n'a jamais pu la chanter. Le groupe se serait alors approprié la chanson pour la présenter sur cet album, en la remodelant pour eux de telle sorte qu'elle corresponde à l'ambiance de l'album. Plutôt satisfaits, ils auraient même songé à sa possible sortie en single.
- La chanson Dark Side pourrait être traduit littéralement par « côté obscur ». De par cette traduction et par la phrase présente « When I was a child » dans la chanson, on peut la relier à Song for Jedi et indirectement donc à l'œuvre cinématographique de George Lucas : Star Wars.
- Dans cette même chanson, Dark Side, on peut entendre Mathias chanter sous sa douche.
- Les chansons pouvant être reliées avec le roman Métamorphose en bord de ciel de Mathias Malzieu sont Cloudman, Sex with a Bird, Platini(s), Le Grand Cheval aux yeux gris et Dreamoscope. On peut admettre une certaine liaison avec Le Retour de Jack l'inventeur car, dans le roman, Jack invente le « Dreamoscope », or ici il invente le Bird 'n' Roll. Même si les inventions sont différentes on peut néanmoins relier entre l'album et le roman son ingéniosité.
- June Carter en slim est une sorte d'hommage à June Carter Cash, femme de Johnny Cash. D'ailleurs, dans la chanson, la phrase « I walk the line » apparaît, ce qui montre un clin d'œil à la chanson I Walk the Line de Johnny Cash.
- Sur la pochette, les titres sont inscrits à la façon d'une formation 4-4-2 de football, s'inspirant d'un match France-RFA lors de la coupe du monde de football de 1982. Bien évidemment la chanson Platini(s) porte le numéro 10 et est placée là où Michel Platini était réellement placé lors de ce match. Le douzième titre est mis sur le côté, jouant le rôle de coach.
- La chanson Le Retour de Jack l'inventeur a inspiré le dernier roman de Mathias Malzieu : Le Plus Petit Baiser jamais recensé, paru le 20 mars 2013[21]. Cependant, dans le roman, on peut aussi retrouver des allusions aux chansons Dreamoscope et Dark Side.